# Montignac (Gironde)
Pour les articles homonymes, voir Montignac.
Montignac est une commune du Sud-Ouest de la France, située dans le département de la Gironde (région Nouvelle-Aquitaine).
Ses habitants sont appelés les Montignacais.

## Géographie

### Localisation
Proche de Targon et de Frontenac, Montignac est un village viticole de Gironde qui comporte plusieurs bourgs (Le Palem, Le Cas, Le Laurenceau notamment) et est relativement étendu compte tenu du nombre d'habitants.
La commune se trouve à 38 km au sud-est de Bordeaux, chef-lieu du département, à 21 km au nord de Langon, chef-lieu d'arrondissement et à 5 km au sud-sud-est de Targon, chef-lieu de canton.

### Communes limitrophes
Les communes limitrophes sont Bellebat, Ladaux, Baigneaux, Martres, Targon et Porte-de-Benauge.
| Targon | Bellebat         | Baigneaux           |
|        | Montignac        | Saint-Genis-du-Bois |
| Ladaux | Porte-de-Benauge | Coirac              |

### Climat
Pour des articles plus généraux, voir Climat de la Nouvelle-Aquitaine et Climat de la Gironde.
Historiquement, la commune est exposée à un climat océanique aquitain.  
En 2020, Météo-France publie une typologie des climats de la France métropolitaine dans laquelle la commune est exposée à un climat océanique et est dans la région climatique  Aquitaine, Gascogne, caractérisée par une pluviométrie abondante au printemps, modérée en automne, un faible ensoleillement au printemps, un été chaud (19,5 °C), des vents faibles, des brouillards fréquents en automne et en hiver et des orages fréquents en été (15 à 20 jours).
Pour la période 1971-2000, la température annuelle moyenne est de 12,9 °C, avec une amplitude thermique annuelle de 14,7 °C. Le cumul annuel moyen de précipitations est de 861 mm, avec 11,7 jours de précipitations en janvier et 6,6 jours en juillet. Pour la période 1991-2020, la température moyenne annuelle observée sur la station météorologique la plus proche, située sur la commune de Saint-Sulpice-de-Pommiers à 10 km à vol d'oiseau, est de 13,8 °C et le cumul annuel moyen de précipitations est de 764,8 mm,. Pour l'avenir, les paramètres climatiques de la commune estimés pour 2050 selon différents scénarios d'émission de gaz à effet de serre sont consultables sur un site dédié publié par Météo-France en novembre 2022.

## Urbanisme

### Typologie
Au 1er janvier 2024, Montignac est catégorisée commune rurale à habitat très dispersé, selon la nouvelle grille communale de densité à sept niveaux définie par l'Insee en 2022.
Elle est située hors unité urbaine et hors attraction des villes,.

### Occupation des sols

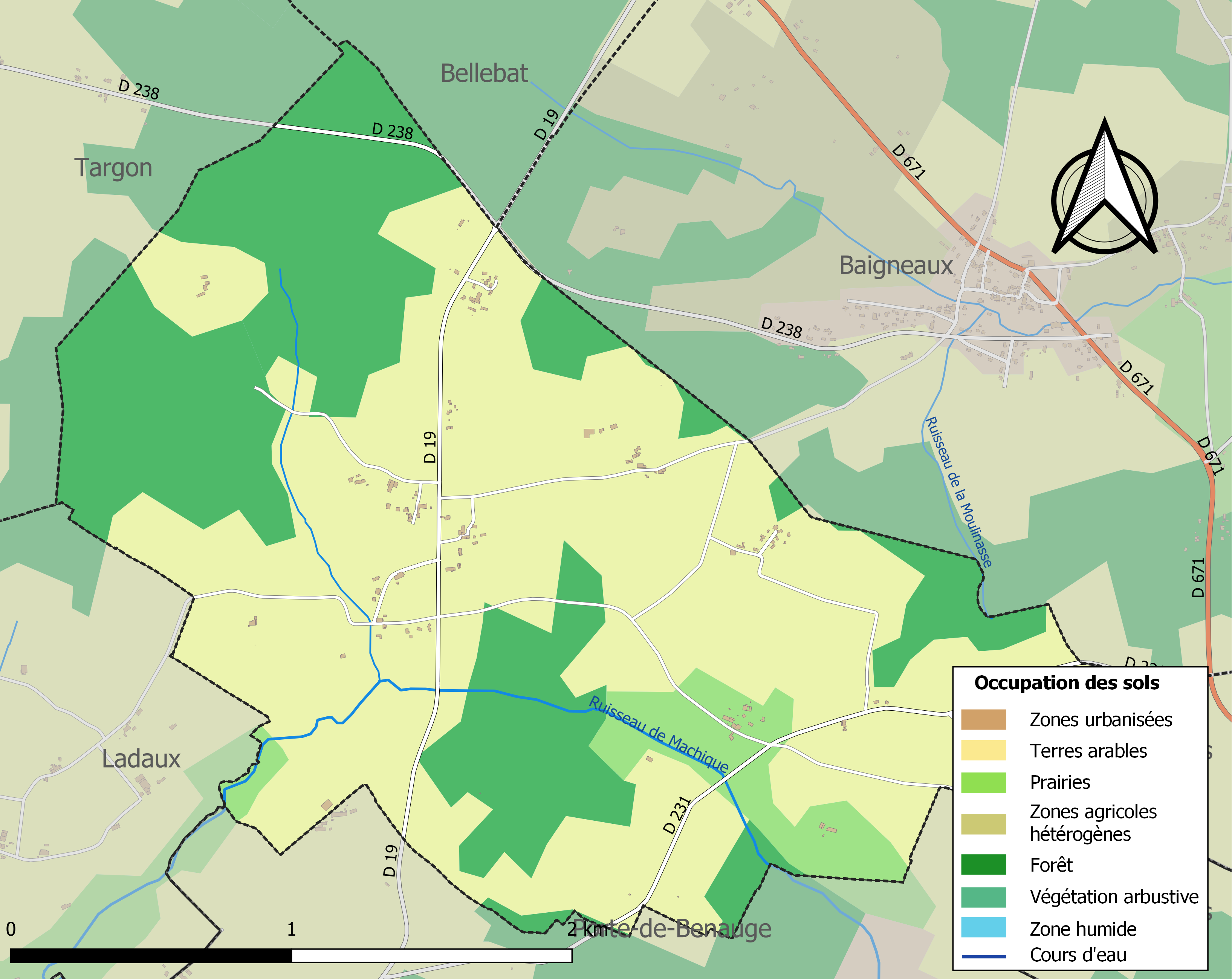
Carte des infrastructures et de l'occupation des sols de la commune en 2018 (CLC).

L'occupation des sols de la commune, telle qu'elle ressort de la base de données européenne d’occupation biophysique des sols Corine Land Cover (CLC), est marquée par l'importance des territoires agricoles (68,5 % en 2018), une proportion identique à celle de 1990 (68,5 %). La répartition détaillée en 2018 est la suivante : 
cultures permanentes (63,2 %), forêts (31,5 %), prairies (5,3 %). L'évolution de l’occupation des sols de la commune et de ses infrastructures peut être observée sur les différentes représentations cartographiques du territoire : la carte de Cassini (XVIIIe siècle), la carte d'état-major (1820-1866) et les cartes ou photos aériennes de l'IGN pour la période actuelle (1950 à aujourd'hui).

### Voies de communication et transports
La principale voie de communication routière traversant le village est la route départementale D19 qui, vers le nord, croise la route départementale D238 (Targon à l'ouest et Baigneaux à l'est) à environ un km, puis, à 2,5 km, vers Bellebat, la route départementale D671, ancienne route nationale 671 (Créon au nord-ouest et Sauveterre-de-Guyenne au sud-est) et continue vers le nord à Branne, et vers le sud à Cantois puis, au-delà, à Saint-Macaire.
L'accès à l'autoroute A62 (Bordeaux-Toulouse) le plus proche est le no 2 de Podensac qui se situe à 19 km vers le sud-ouest.

L'accès no 1 de Bazas à l'autoroute A65 (Langon-Pau) se situe à 35 km vers le sud.

L'accès le plus proche à l'autoroute A89 (Bordeaux-Lyon) est celui de l'échangeur autoroutier avec la route nationale 89 qui se situe à 25 km vers le nord-nord-ouest.
La gare SNCF la plus proche est celle, distante de 16 km par la route vers le sud-ouest, de Cérons sur la ligne Bordeaux-Sète du TER Nouvelle-Aquitaine. Sur la même ligne mais offrant plus d'opportunités de liaisons, la gare de Langon se situe à 21 km par la route vers le sud.

## Histoire
À la Révolution, la paroisse Saint-Médard de Montignac forme la commune de Montignac.

## Politique et administration
| Période                                  | Période  | Identité     | Étiquette | Qualité |
| ---------------------------------------- | -------- | ------------ | --------- | ------- |
| 2008                                     | 2020     | Didier Abela | SE        | Artisan |
| 2020                                     | En cours | Cyril Abela  |           |         |
| Les données manquantes sont à compléter. |          |              |           |         |

## Démographie
| 1793 | 1800 | 1806 | 1821 | 1831 | 1836 | 1841 | 1846 | 1851 |
| ---- | ---- | ---- | ---- | ---- | ---- | ---- | ---- | ---- |
| 221  | 216  | 190  | 206  | 201  | 194  | 137  | 141  | 150  |

| 1856 | 1861 | 1866 | 1872 | 1876 | 1881 | 1886 | 1891 | 1896 |
| ---- | ---- | ---- | ---- | ---- | ---- | ---- | ---- | ---- |
| 178  | 153  | 158  | 180  | 176  | 182  | 155  | 151  | 158  |

| 1901 | 1906 | 1911 | 1921 | 1926 | 1931 | 1936 | 1946 | 1954 |
| ---- | ---- | ---- | ---- | ---- | ---- | ---- | ---- | ---- |
| 140  | 146  | 129  | 145  | 130  | 164  | 147  | 153  | 171  |

| 1962 | 1968 | 1975 | 1982 | 1990 | 1999 | 2006 | 2007 | 2012 |
| ---- | ---- | ---- | ---- | ---- | ---- | ---- | ---- | ---- |
| 133  | 102  | 91   | 111  | 100  | 111  | 129  | 132  | 155  |

| 2017 | 2022 | - | - | - | - | - | - | - |
| ---- | ---- | - | - | - | - | - | - | - |
| 139  | 134  | - | - | - | - | - | - | - |

## Lieux et monuments
- L'église Saint-Médard, construite au XIIe siècle et réaménagée au XVIe, est inscrite au titre des monuments historiques depuis 1925[21].
- On trouve à Montignac plusieurs maisons de maîtres ainsi que des anciennes fermes conservées du XVIIIe siècle.

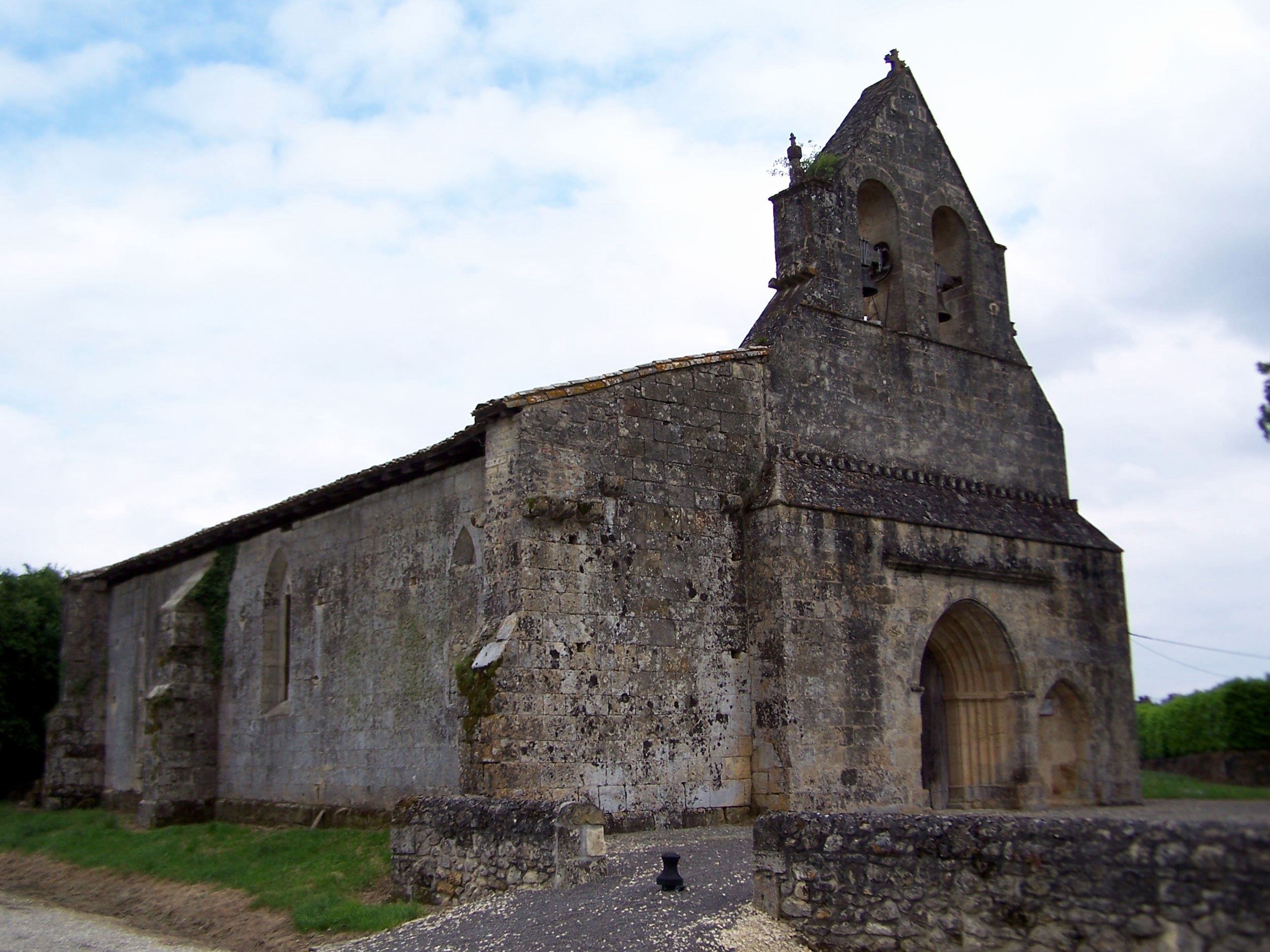
Vue sud-ouest de l'église Saint-Médard (juin 2013).
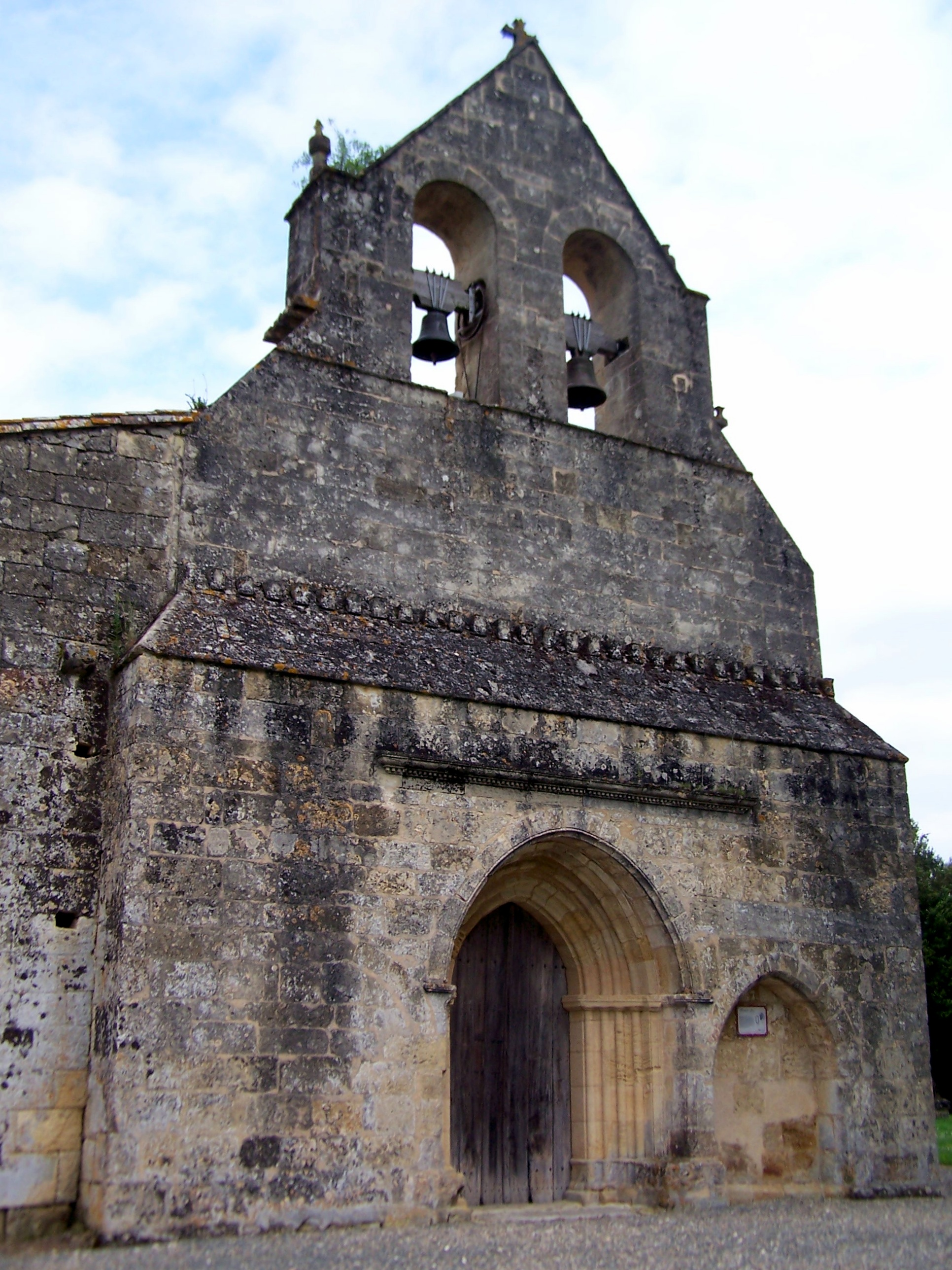
La façade (juin 2013).
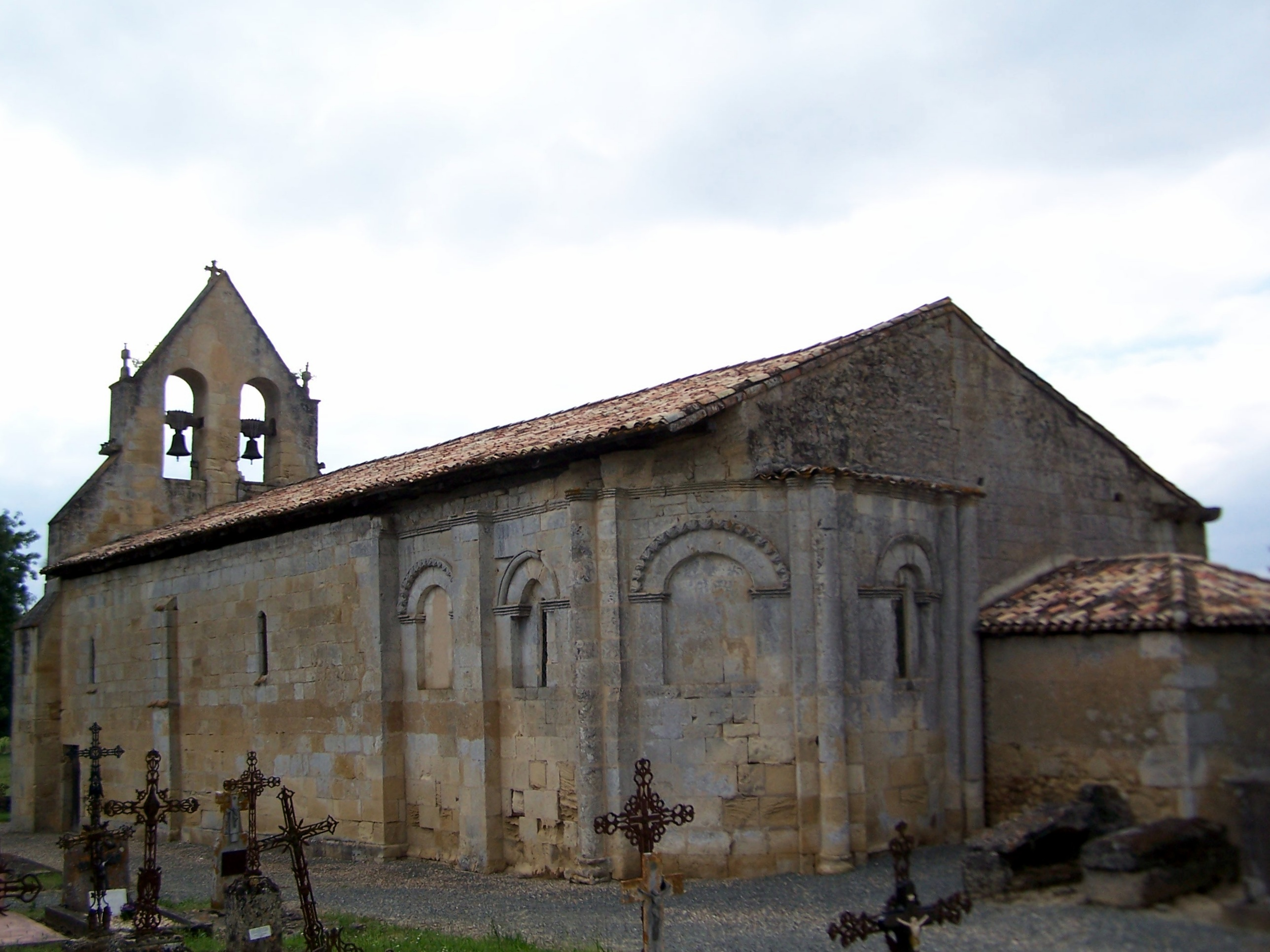
Le chevet (juin 2013).
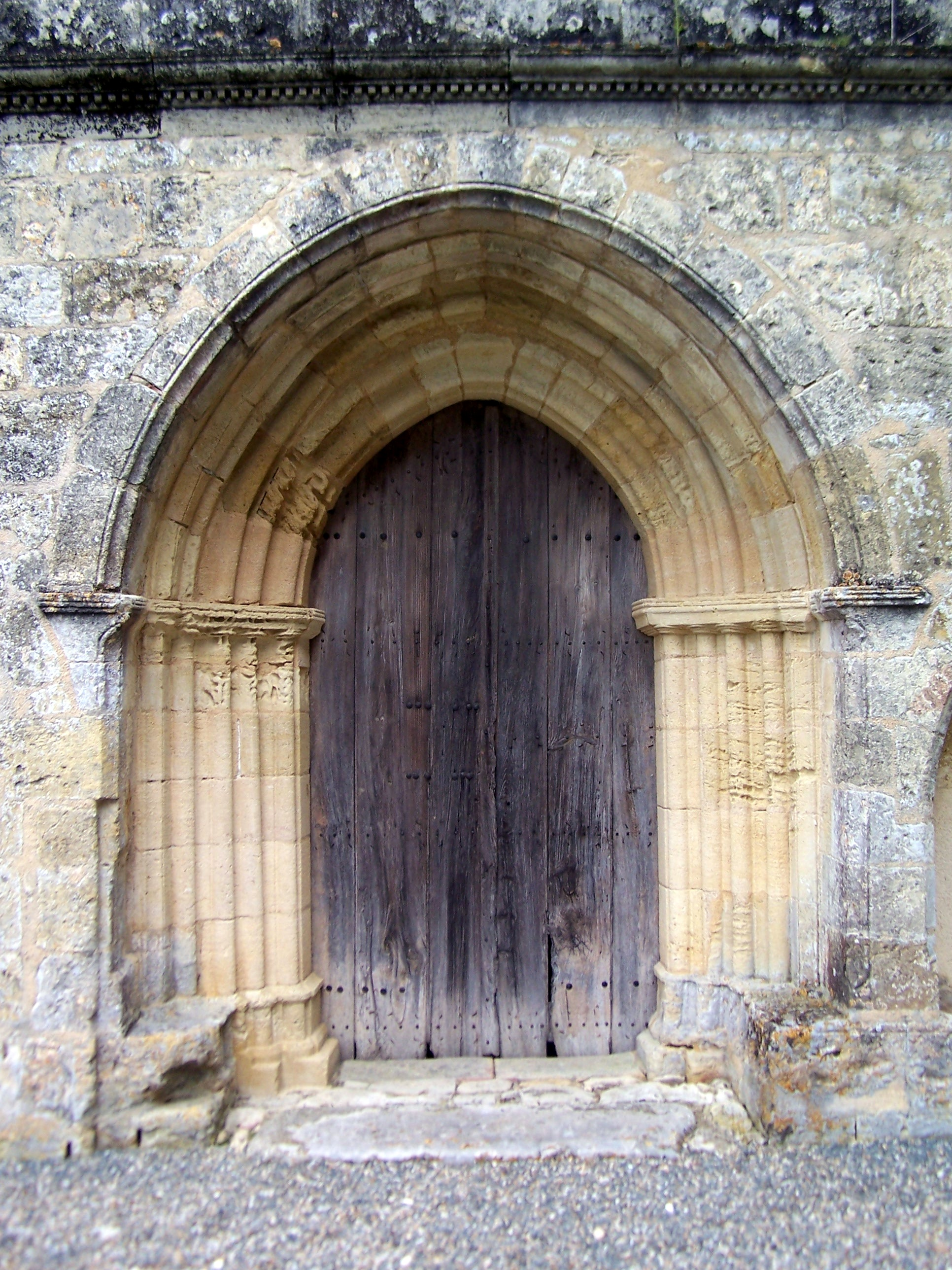
Le portail (juin 2013).
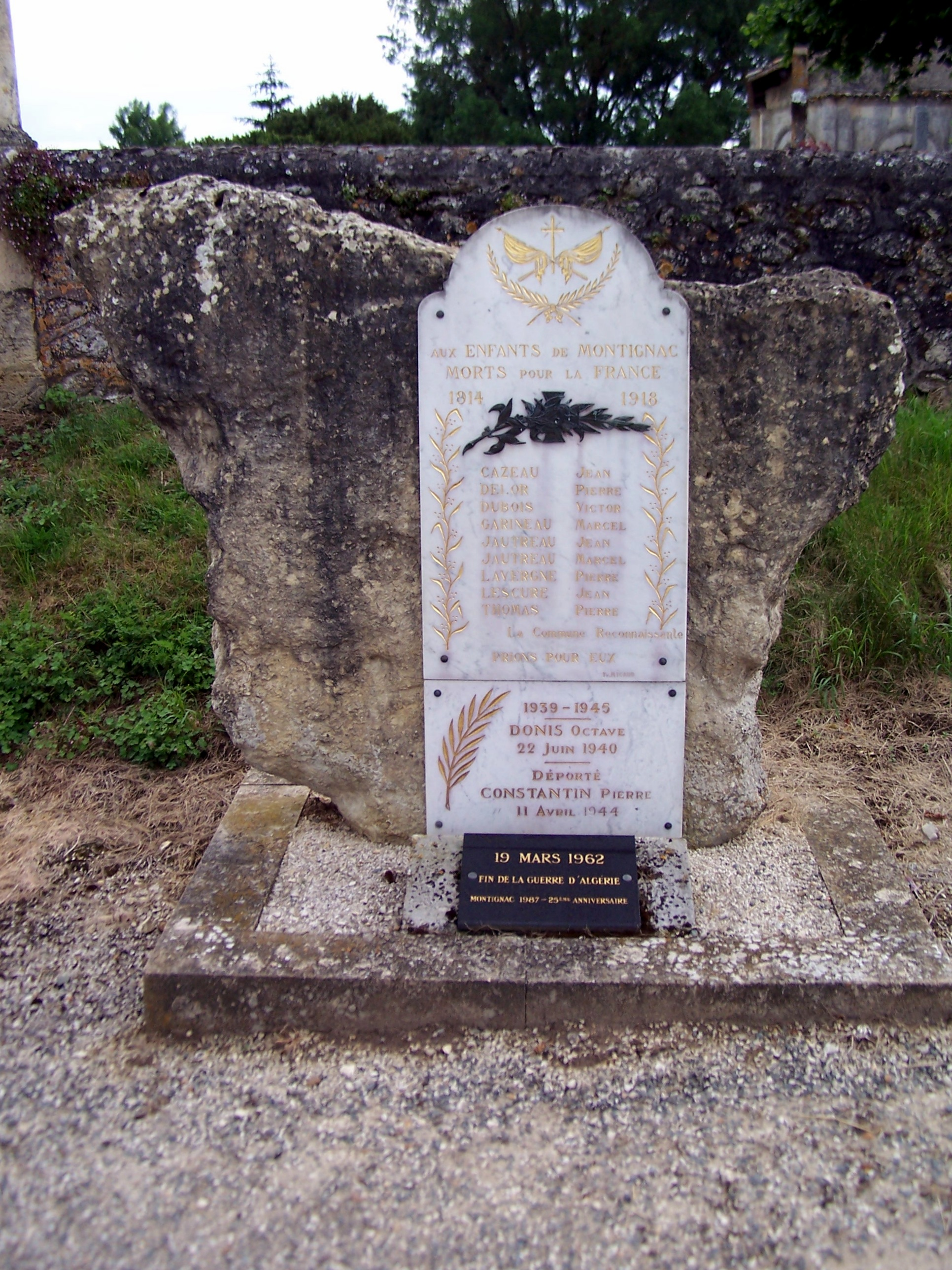
Stèle commémorative aux morts près de l'église (juin 2013).